# Sterrentijd
De sterrentijd of siderische tijd is de uurhoek van het lentepunt. Hij wordt niet alleen bepaald door het tijdstip waarop men hem wil kennen, maar ook door de positie op Aarde waar men zich bevindt. De sterrentijd wordt uitgedrukt in uren, minuten en seconden, maar is in feite een hoek gemeten op een cirkel aan de hemel.

## Situering aan de hemel

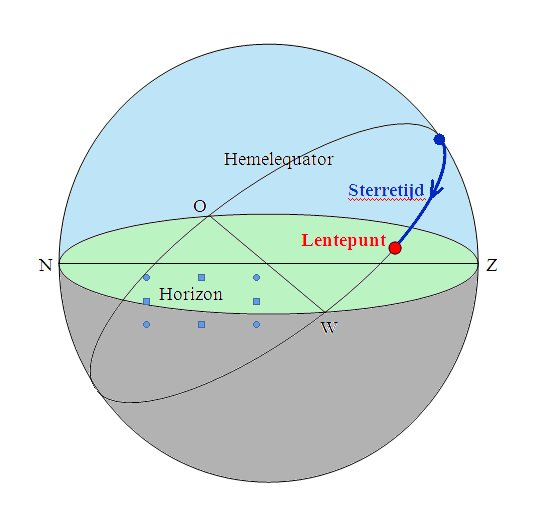
De sterretijd is de uurhoek van het lentepunt en wordt langs de hemelequator gemeten vanaf het zuiden over het westen.

De projectie van het aardse evenaarsvlak in de ruimte tekent een cirkel, de hemelequator, op de hemelbol. Deze hemelequator snijdt de lokale horizon in het lokale oosten en westen en bereikt in het zuiden zijn grootste hoogte boven de horizon. De andere (noordelijke) helft van deze cirkel ligt in onder de horizon. De hoogte boven het lokale zuidpunt van de horizon is gelijk aan 90° - de lokale noorderbreedte. Bijvoorbeeld, Mechelen bevindt zich op een noorderbreedte van 51° en daar maakt de hemelequator een hoek van 39° met de oostelijke en westelijke horizon, en ligt het hoogste punt van de hemelequator op 39° boven de lokale zuidelijke horizon.
Het lentepunt is een vast punt tussen de sterren dat langs deze cirkel beweegt. Door de combinatie van de rotatie rond haar eigen as en de rotatie van de aarde rond de zon, beschrijft het lentepunt elke 23u 56m 4.091s één omwenteling langs de hemelequator. De hoek van de positie van het lentepunt wordt gemeten langs de hemelequator vanaf het zuiden, over het westen. Deze hoek wordt niet uitgedrukt in graden maar in uren, minuten en seconden, waarbij één uur overeenstemt met 15°, zodat de volledige hemelequator 24 uren bevat. Deze hoek, dus uitgedrukt in uren, minuten en seconden, is de lokale sterrentijd. Hij wordt gemeten door middel van speciale klokken, die dus per 24 uur, een kleine vier minuten sneller lopen dan de gewone klokken. Deze klokken worden bij het in gebruiknemen ingesteld volgens het tijdstip én volgens hun plaats op aarde. Het lentepunt komt elke dag een kleine vier minuten eerder in het zuiden dan de dag ervoor. Op één kalenderjaar van 365.25 dagen ziet men het lentepunt daardoor 365.25 + 1 = 366.25 keer langs de lokale hemelequator roteren.

## Verschil tussen siderische tijd en gemiddelde zonnetijd

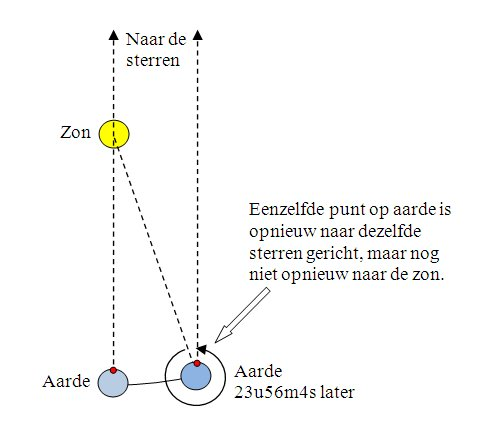
Het verschil tussen sterrentijd en zonnetijd: na 23u56m4s is de aarde weer in de richting van dezelfde sterren gedraaid, maar nog niet opnieuw in de richting van de zon. Dat duurt een kleine vier minuten langer en gebeurt pas na 24u.

Het verschil tussen de siderische tijd en de gemiddelde zonnetijd die in het dagelijks leven gebruikt wordt, loopt elke dag verder op met drie minuten en 55.909 seconden. Dit komt doordat de gemiddelde zonnetijd gebaseerd is op de rotatie van de Aarde tegenover de Zon en de siderische tijd op de rotatie van de aarde tegenover de sterrenhemel. Na 23u56m4.091s heeft de Aarde één rotatie tegenover de sterren gemaakt, maar ze is intussen een stukje in haar baan opgeschoven. De Aarde moet daardoor nog drie minuten en 55.909 seconden verder doordraaien om ook tegenover de Zon een rotatie gemaakt te hebben.

## Gebruik
Sterren hebben geen vaste positie tegenover de lokale horizon, maar draaien elke 23u56m4.091s schijnbaar rond de Aarde. In werkelijkheid is het de Aarde die rond haar as roteert én als geheel jaarlijks rond de zon roteert. De lokale coördinaten van een ster veranderen voortdurend en verschillen ook volgens de plaats op aarde. De sterretijd dient om die bewegende veranderende lokale coördinaten van een hemellichaam te verbinden met hun vaste coördinaten, de rechte klimming en de declinatie. Hierbij geldt:
uurhoek van een ster = lokale sterretijd - rechte klimming van die ster
De lokale sterrentijd verkrijgt men van een nauwkeurige klok, de rechte klimming van een ster is getabelleerd in catalogi, evenals haar declinatie. De vaste coördinaten (rechte klimming, declinatie) kunnen dus worden omgezet in lokale equatoriale coördinaten (uurhoek, declinatie) die in de telescoop kunnen worden ingevoerd om deze op een object te richten. Eventueel kan het koppel (uurhoek, declinatie) nog worden omgezet in lokale coördinaten (azimut, hoogte).

## Opmerkingen
Hierbij dient te worden opgemerkt dat ook de rechte klimming en de declinatie van een ster ook niet perfect vast zijn, maar heel langzaam wijzigen door de eigenbeweging van de ster in de Melkweg. Planeten hebben helemaal geen (min of meer) constante rechte klimming en declinatie wegens het feit dat ze rond de Zon draaien en een aardse waarnemer van een planeet zelf rond de Zon draait. Voor planeten dienen de rechte klimming en declinatie berekend te worden voor een reeks opeenvolgende tijdstippen.
Daarenboven verschuift het lentepunt zelf langzaam langs de hemelequator, een process dat men precessie noemt, en vertoont ook de orientatie van aardas kleine periodieke schommelingen, de zogenoemde nutatie.